# География Гвинеи-Бисау

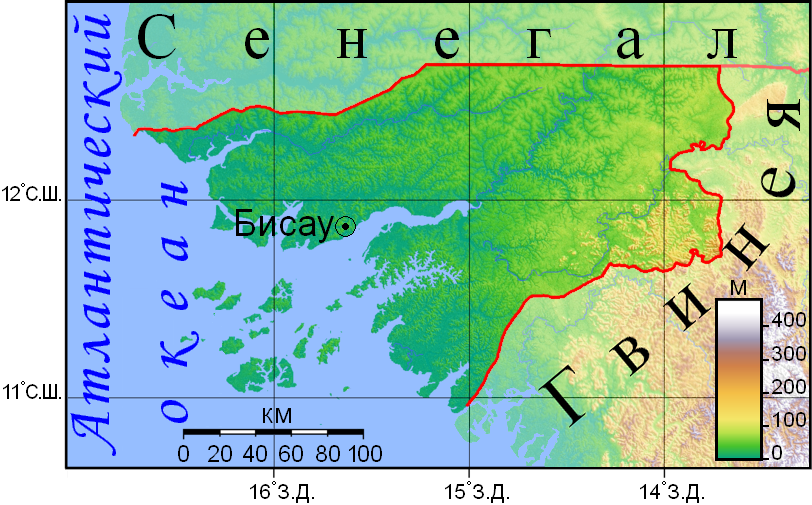
Рельеф Гвинеи-Бисау

Гвинея-Бисау — государство на западном побережье Африки. Столица — город Бисау.
Занимает площадь 36 120 км².
Общая длина государственной границы составляет 724 км, с Гвинеей — 386 км, Сенегалом — 338 км.
Береговая линия: 350 км.
Сложная береговая линия Гвинеи-Бисау сильно расчленена эстуариями рек. Острова Бижагош, расположенные у атлантического побережья страны, сформировались при затоплении древней дельты реки Геба. На юго-восток страны заходят отроги плато Фута-Джалон высотой до 262 м. От него с востока на запад простирается плоская аллювиально-морская низменность (местами заболоченная), постепенно опускающаяся, так как расположена в области новейших погружений на континентальной окраине Африки. Из полезных ископаемых известны месторождения бокситов, фосфоритов, золота, а на шельфе — нефти и газа.
Климат — субэкваториальный муссонный с влажным летом и сухой зимой. Средняя температура воздуха ≈ +26 °C в течение всего года. Годовое количество осадков уменьшается от 3000 мм на побережье до 1200 мм на востоке, где часты засухи и пыльные бури.
Густая речная сеть представлена многоводными реками (Геба, Кашёу, Корубал, Балана), судоходными на значительном протяжении.
Вдоль побережья произрастают мангровые леса на болотных мангровых почвах, сменяющиеся листопадно-вечнозелёными лесами. А за ними, во внутренних районах страны по долинам рек, встречаются галерейные леса на аллювиальных почвах, а на месте вырубленных лесов — высокотравные саванны на красных ферраллитных почвах. Коренные леса занимают 37 % территории Гвинеи-Бисау, ежегодно сокращаясь на 1 %. Из животных лучше других сохранились птицы, а млекопитающие большей частью истреблены человеком (встречаются обезьяны, бегемоты, выдры, ламантины).